# Estación Saucillo
Estación Saucillo är en ort i Mexiko.   Den ligger i kommunen Saucillo och delstaten Chihuahua, i den nordvästra delen av landet, 1 100 km nordväst om huvudstaden Mexico City. Estación Saucillo ligger 1 217 meter över havet och antalet invånare är 942.
Terrängen runt Estación Saucillo är platt. Runt Estación Saucillo är det mycket glesbefolkat, med 3 invånare per kvadratkilometer. Närmaste större samhälle är Saucillo, 2,4 km öster om Estación Saucillo. Trakten runt Estación Saucillo består till största delen av jordbruksmark.